# سلوبودان بيشيتش
سلوبودان بيشيتش (بالصربية: Слободан Бештић)‏ هو ممثل صربي، ولد في 27 مارس 1964 في صربيا.

## أعمال

### أفلام
- (2010) فيلم صربي

## وصلات خارجية
- سلوبودان بيشيتش على موقع IMDb (الإنجليزية)
- سلوبودان بيشيتش على موقع قاعدة بيانات الفيلم (الإنجليزية)